# Supercopa de Clubes Campeones del Interior
La Supercopa de Clubes Campeones del Interior fue un torneo de fútbol uruguayo del cual solo podían participar equipos que en algún momento hubieran ganado la Copa El País. La idea es similar a la de la Supercopa Sudamericana. Fue organizada por la Organización del Fútbol del Interior.

## Historia
En un principio se la conoció como Supercopa Efraín Martínez Fajardo, en honor al ideólogo de la Copa El País. Para participar de la misma, era necesario tener por lo menos un título de la Copa El País. El torneo perdió regularidad, y dejó de jugarse en 1992.

## Lista de campeones
| Año  | Sede                   | Campeón                   | Dpto.     |
| ---- | ---------------------- | ------------------------- | --------- |
| 1971 | San Carlos             | Atenas (San Carlos)       | Maldonado |
| 1972 | Salto                  | Atenas (San Carlos)       | Maldonado |
| 1973 | Treinta y Tres         | Salto Uruguay (Salto)     | Salto     |
| 1974 | San José de Mayo       | Atenas (San Carlos)       | Maldonado |
| 1981 | Maldonado y San Carlos | Bella Vista (Paysandú)    | Paysandú  |
| 1982 | San Carlos             | 18 de Julio (Fray Bentos) | Río Negro |
| 1985 | San José de Mayo       | Atenas (San Carlos)       | Maldonado |
| 1992 | Maldonado (fase final) | River Plate (Florida)     | Florida   |

## Palmarés

### Por clubes
| Club                      | Departamento | Títulos | Años campeón           |
| ------------------------- | ------------ | ------- | ---------------------- |
| Atenas (San Carlos)       | Maldonado    | 4       | 1971, 1972, 1974, 1985 |
| 18 de Julio (Fray Bentos) | Río Negro    | 1       | 1982                   |
| Bella Vista (Paysandú)    | Paysandú     | 1       | 1981                   |
| River Plate (Florida)     | Florida      | 1       | 1992                   |
| Salto Uruguay (Salto)     | Salto        | 1       | 1973                   |

### Por departamentos
| Departamento | Títulos |
| ------------ | ------- |
| Maldonado    | 4       |
| Florida      | 1       |
| Paysandú     | 1       |
| Río Negro    | 1       |
| Salto        | 1       |